# Lasianthus pseudostipularis
Lasianthus pseudostipularis är en måreväxtart som beskrevs av Gerda Jane Hillegonda Amshoff och Reinier Cornelis Bakhuizen van den Brink. Lasianthus pseudostipularis ingår i släktet Lasianthus och familjen måreväxter.
Artens utbredningsområde är Java. Inga underarter finns listade i Catalogue of Life.